# TV Zofingen
Le TV Zofingen est un club de handball qui se situe à Zofingue en Suisse. 

## Palmarès
Section masculine
- Championnat de Suisse (2) : 1978, 1983

## Personnalités liées au club
- Zlatko Portner : joueur de 1997 à 1999
- Soka Smitran : joueuse meilleure marqueuse du championnat en 2014 avec 165 buts
- Pascale Wyder : joueuse élue meilleure joueuse junior du championnat en 2014 et 2015